# Linia kolejowa Połock – Mołodeczno
Linia kolejowa Połock – Mołodeczno – linia kolejowa na Białorusi łącząca stację Połock ze stacją Mołodeczno.
Znajduje się w obwodach witebskim i mińskim. Linia na całej długości jest niezelektryfikowana (z wyjątkiem stacji Mołodeczno, która posiada sieć trakcyjną). Liczący 26,8 km odcinek Kurzeniec - Tyszkiewiczy jest dwutorowy. Pozostały fragment linii jest jednotorowy.

## Historia
Linia powstała w latach 1902-1907 jako część kolei bołogojsko-siedleckiej. Początkowo leżała w Imperium Rosyjskim, w latach 1918–1945 przedzielona była polsko-sowiecką granicą państwową (przebiegała ona ok. 1 km na wschód (w stronę Połocka) od stacji Zahacie; wschodnia część linii należała do Związku Sowieckiego, zachodnia znajdowała się w Polsce). Ruch transgraniczny był prowadzony. W latach 1938 po polskiej części trasy po raz pierwszy linią przejechały szybkie wagony spalinowe serii SCi oraz SBCix, które obsługiwały trasę Wilno-Zahacie do wybuchu wojny. Kolejny raz składy spalinowe pojechały linią dopiero w 1978.
Po II wojnie światowej w całości w Związku Sowieckim (1945–1991). Od 1991 położona jest na Białorusi.